# Bazni par
Bazni par (bp) je jedinica koja se sastoji od dvije nukleobaze povezane međusobno vodikovim vezama. Oni čine građevne blokove dvostruke spirale DNK i doprinose presavijenoj strukturi i DNK i RNK. Diktirani specifičnim uzorcima vezanja vodika, Watson-Crickovi osnovni parovi (guanin-citozin i adenin-timin) omogućuju DNK spirali održavanje pravilne spiralne strukture koja suptilno ovisi o nukleotidnoj sekvenci.  Komplementarna priroda ove strukture temeljene na parovima osigurava suvišnu kopiju genetskih informacija kodiranih u svakom lancu DNK. Redovita struktura i redundiranost podataka koje pruža DNK dvostruka spirala čine DNK pogodnim za pohranu genetskih informacija, dok spajanje baza između DNK i ulaznih nukleotida omogućava mehanizam putem kojeg DNK polimeraza replicira DNK, a RNK polimeraza prepisuje DNK u RNK. Mnogi proteini koji se vežu na DNK mogu prepoznati specifične obrasce uparivanja baza koji identificiraju određene regulatorne regije gena.

## Primjeri
Sljedeće DNK sekvence ilustriraju dvostruke nizove. Prema dogovoru, gornji pramen se piše od kraja 5 'do kraja 3'; na taj način se na donjem lancu piše 3 'do 5'.
Slijed DNK u bazi:
```
        *ATCGATTGAGCTCTAGCG
        *TAGCTAACTCGAGATCGC
```

Odgovarajuća RNK sekvenca, u kojoj je uracil supstituiran timinom u lancu RNK:
```
        *AUCGAUUGAGCUCUAGCG
        *UAGCUAACUCGAGAUCGC
```

## Prefiksi
```
    *bp = osnovni par (i) - jedan bp odgovara približno 3,4 
A
 (340 
pm
)
[
2
]
 duljine duž niti, i otprilike 618 ili 643 
daltona
 za DNK i RNK.
    *kb (= kbp) = kilo baznih parova = 1.000 bp
    *Mb (= Mbp) = mega bazni parovi = 1,000,000 bp
    *Gb = parovi osnovnih giga = 1.000.000.000 bp.
```